# Saint-Luc-de-Vincennes
Pour les articles homonymes, voir Saint-Luc et Vincennes (homonymie).
Saint-Luc-de-Vincennes est une municipalité située dans la MRC Les Chenaux, dans la région de la Mauricie, au Québec, Canada.
Saint-Luc-de-Vincennes est le chef-lieu de la Municipalité régionale de comté (MRC), le conseil d'administration y a ses bureaux au 630, rue Principale, QC G0X 3K0,.

## Histoire
Détachée de Saint-Narcisse et de Champlain en 1865, la municipalité de paroisse de Saint-Luc change de statut pour celui de municipalité de Saint-Luc-de-Vincennes en 1991.
Faisant partie à l'origine du comté de Champlain, Saint-Luc-de-Vincennes est incorporée à la municipalité régionale de comté de Francheville en 1982. En 2002, elle est intégrée à la municipalité régionale de comté Les Chenaux, auparavant, elle était rattachée à la MRC de Francheville qui a cessé d'exister, le 31 décembre 2001, à la suite de la création de la nouvelle ville de Trois-Rivières.
Anciennement, l'économie lucoise s'alimentait à l'exploitation forestière, à l'agriculture, ainsi qu'à la culture du lin et des fraises. De nos jours, l'agriculture, quelques commerces et petites industries composent le paysage économique.
Durant la pandémie de Covid-19, la communauté de Saint-Luc-de-Vincennes s’est activée autour de plusieurs projets spontanés : la construction d’un four à pain, l’inoculation de champignons sur bûches, la plantation d’arbustes fruitiers, la culture d’un jardin communautaire, l’installation de ruches.

## Géographie
La composition du sol de Saint-Luc-de-Vincennes comporte de l'argile en profondeur, elle favorise les glissements de terrain : ceux de 1823, 1878, 1895, 1981 et 1986, 2016 comptent parmi les plus remarquables` .
Le 9 novembre 2016, un important glissement s’est produit dans une terrasse d’argile marine sensible près de la municipalité de Saint-Luc-de-Vincennes, au Québec. La particularité de ce glissement est qu’il aurait débuté par une coulée argileuse et se serait terminé par un étalement. La morphologie finale présente des horsts et des grabens typiques des étalements, ainsi qu’une grande quantité de matériel remanié s’étant écoulé hors d’un cratère en forme de poire avec un petit goulot à la sortie, caractéristique des coulées argileuses.

### Hydrographie
La rivière Champlain traverse le centre de la municipalité du sud-ouest vers le nord-est.
La rivière à la Fourche traverse la pointe ouest de la municipalité du nord vers le sud.
À partir de son crénon, dans le nord-ouest de la municipalité, la rivière Noire coule vers le sud jusqu'à sa confluence avec la rivière à la Fourche dans Saint-Maurice.

## Démographie
| 1991 | 1996 | 2001 | 2006 | 2011 | 2016 | 2021 |
| ---- | ---- | ---- | ---- | ---- | ---- | ---- |
| 618  | 623  | 609  | 553  | 591  | 545  | 519  |

## Administration
Les élections municipales se font en bloc pour le maire et les six conseillers.
| Saint-Luc-de-Vincennes Maires depuis 2001                                                                            |                   |         |          |
| Élection | Maire             | Qualité | Résultat |
| 2001 | Jean-Claude Milot |         | Voir     |
| 2005 | Jean-Claude Milot | Voir    |          |
| 2009 | Jean-Claude Milot | Voir    |          |
| 2013 | Jean-Claude Milot | Voir    |          |
| 2017 | Jean-Claude Milot | Voir    |          |
| 2021 | Daniel Houle      |         | Voir     |
| Élection partielle en italique Depuis 2005, les élections sont simultanées dans toutes les municipalités québécoises |                   |         |          |

## Photographies

Municipalité et rivière
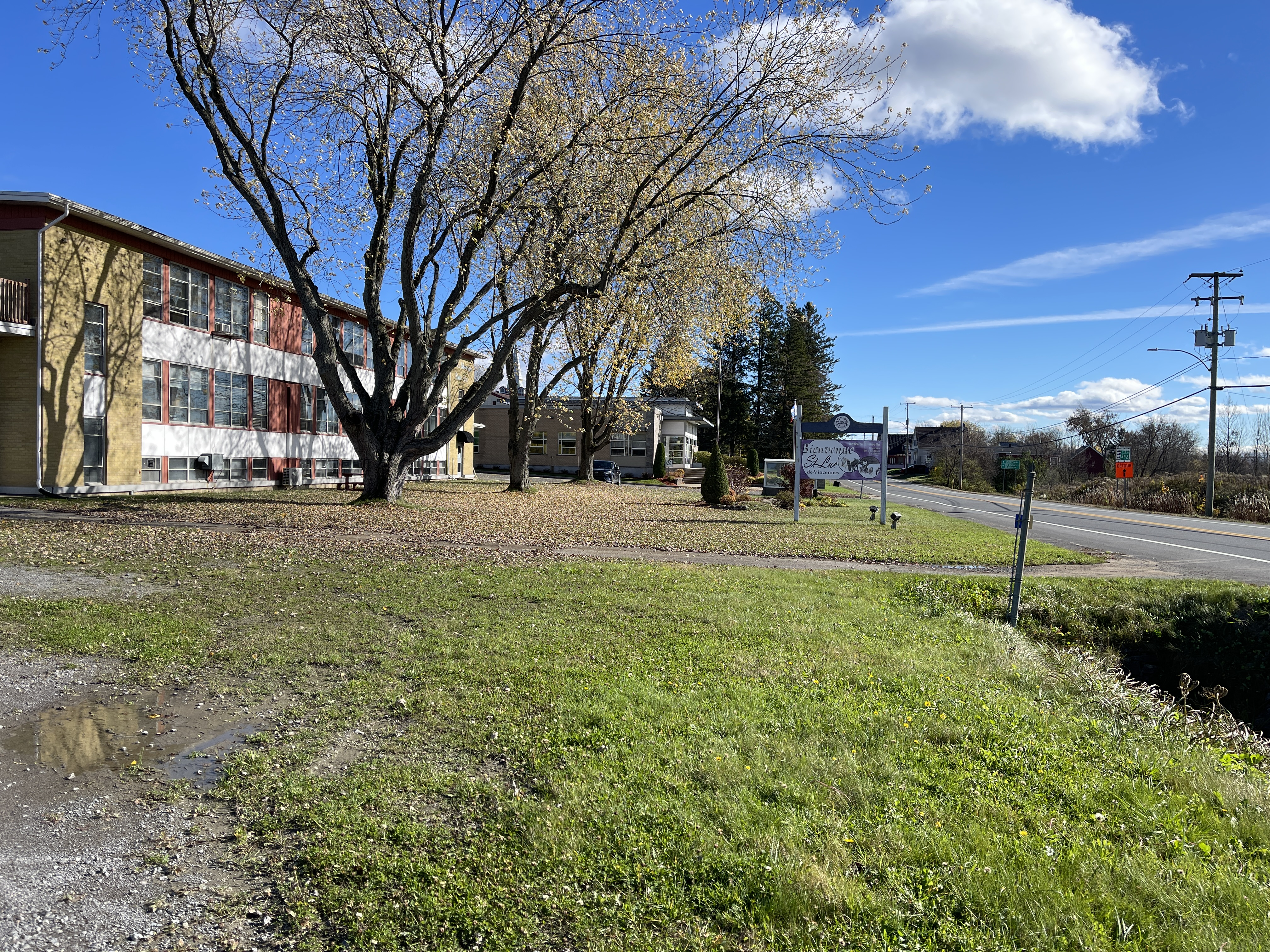
Édifices administratifs, rue Principale (Route 359)
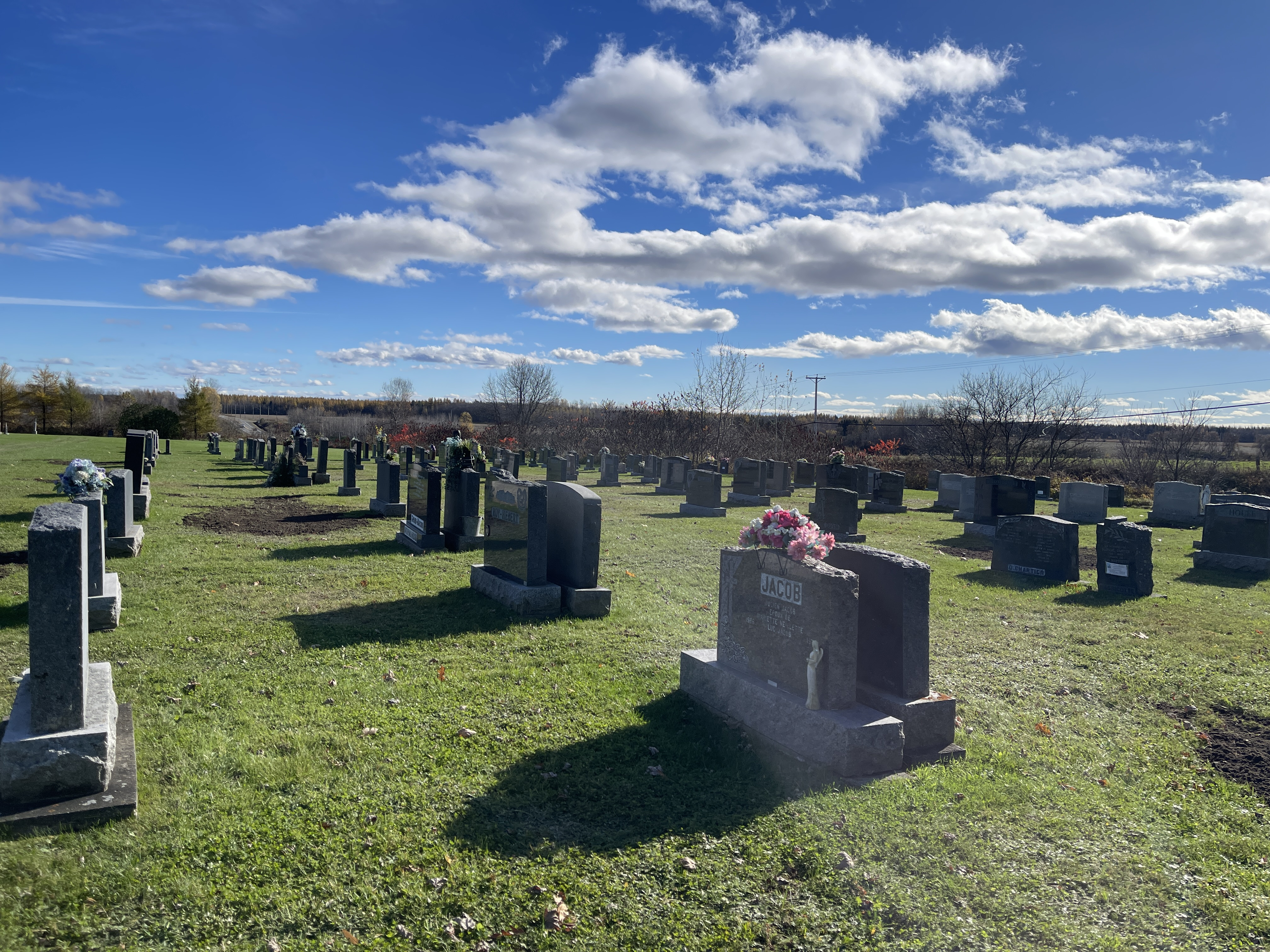
Cimetière, rue de l'Église, coin rue Principale
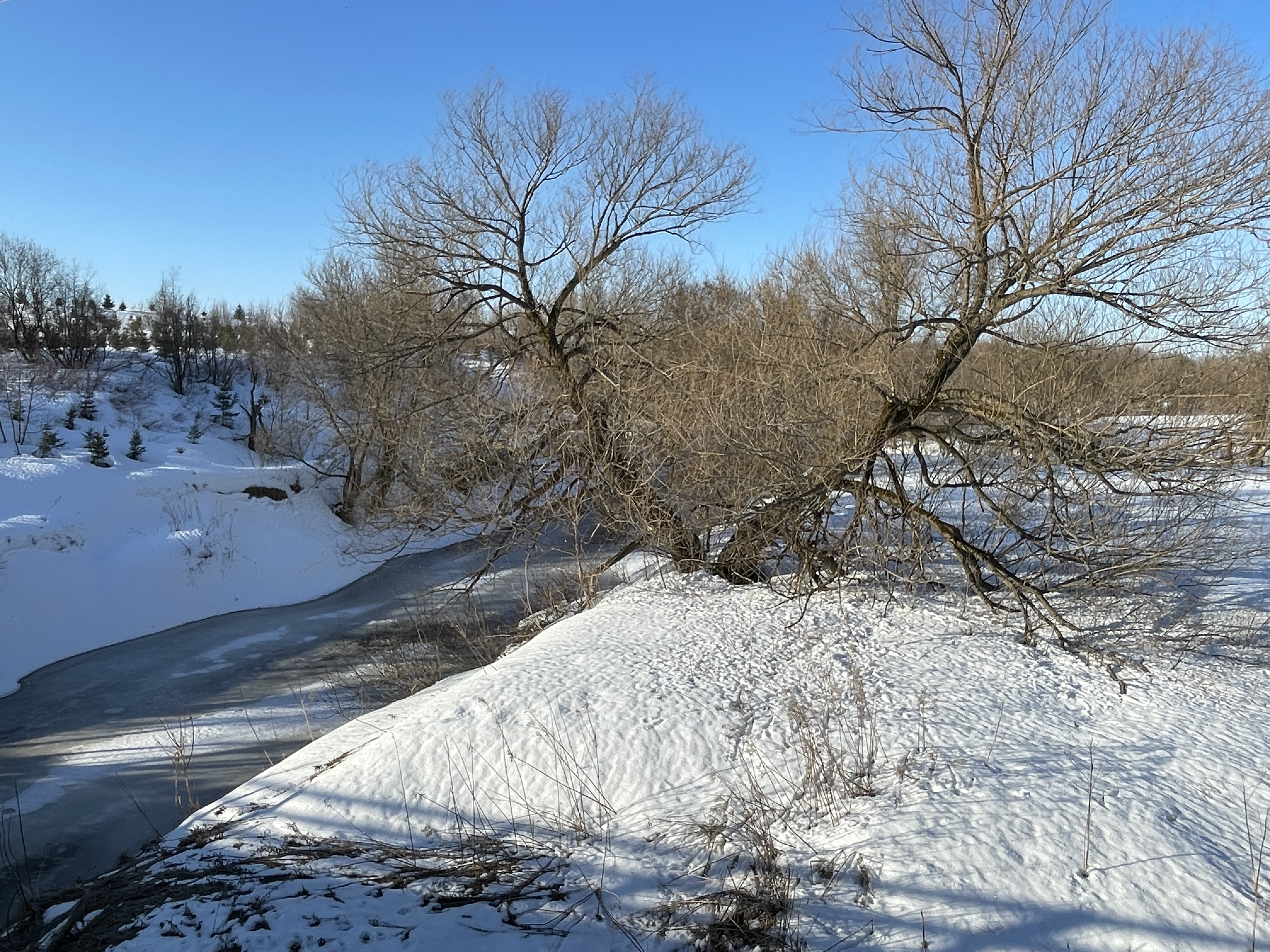
Rivière Champlain du pont P-01570[8], Route 359 Sud